# Lijst van personen overleden in mei 2011
Dit is een lijst van personen die zijn overleden in mei 2011.

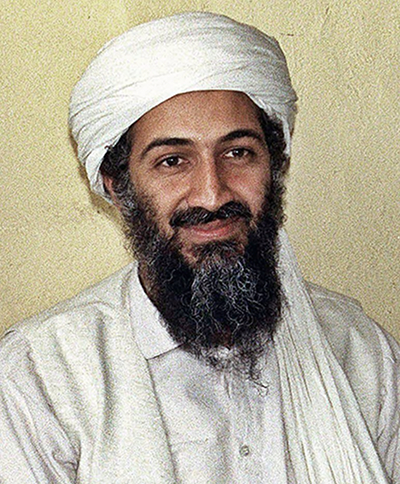
Osama bin Laden
2 mei

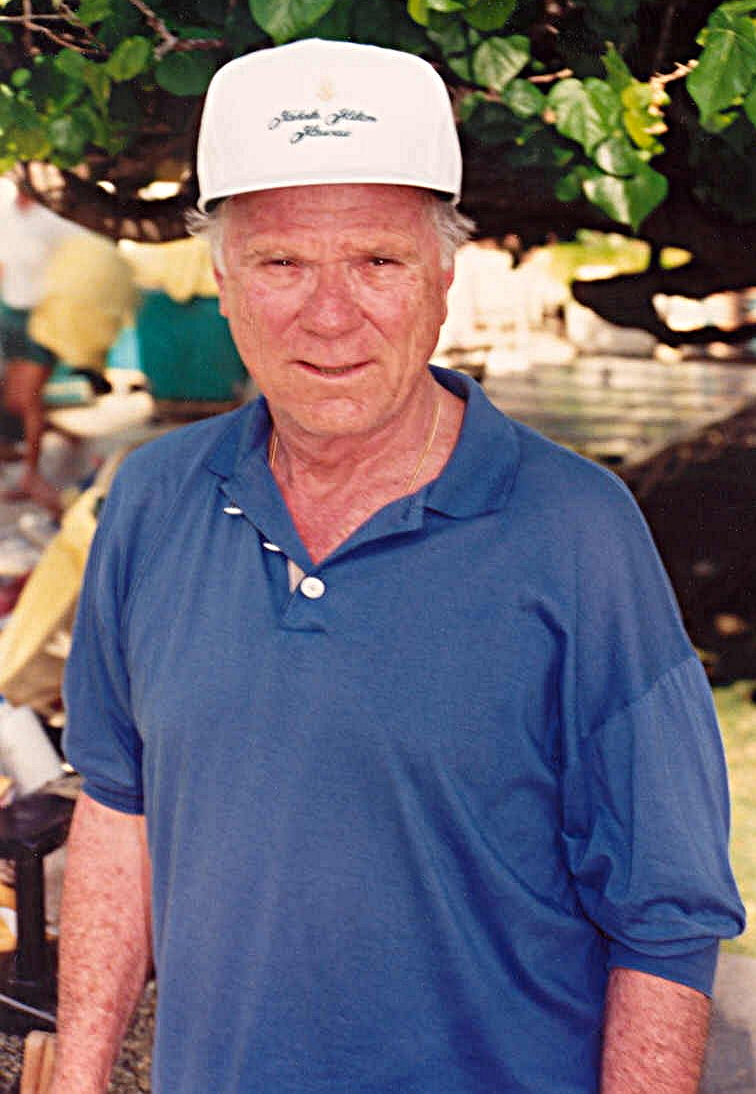
Jackie Cooper
3 mei

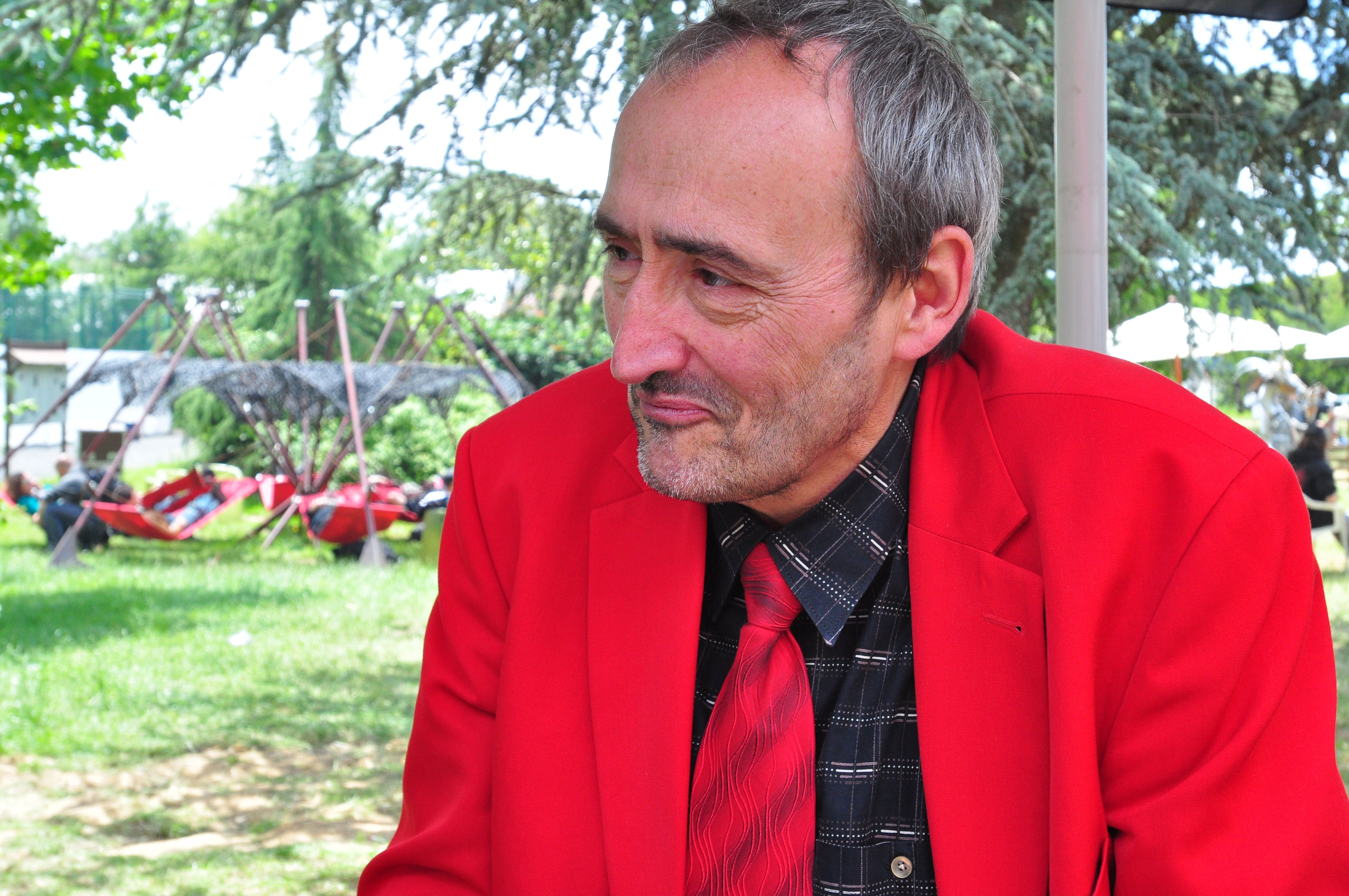
Patrick Roy
3 mei

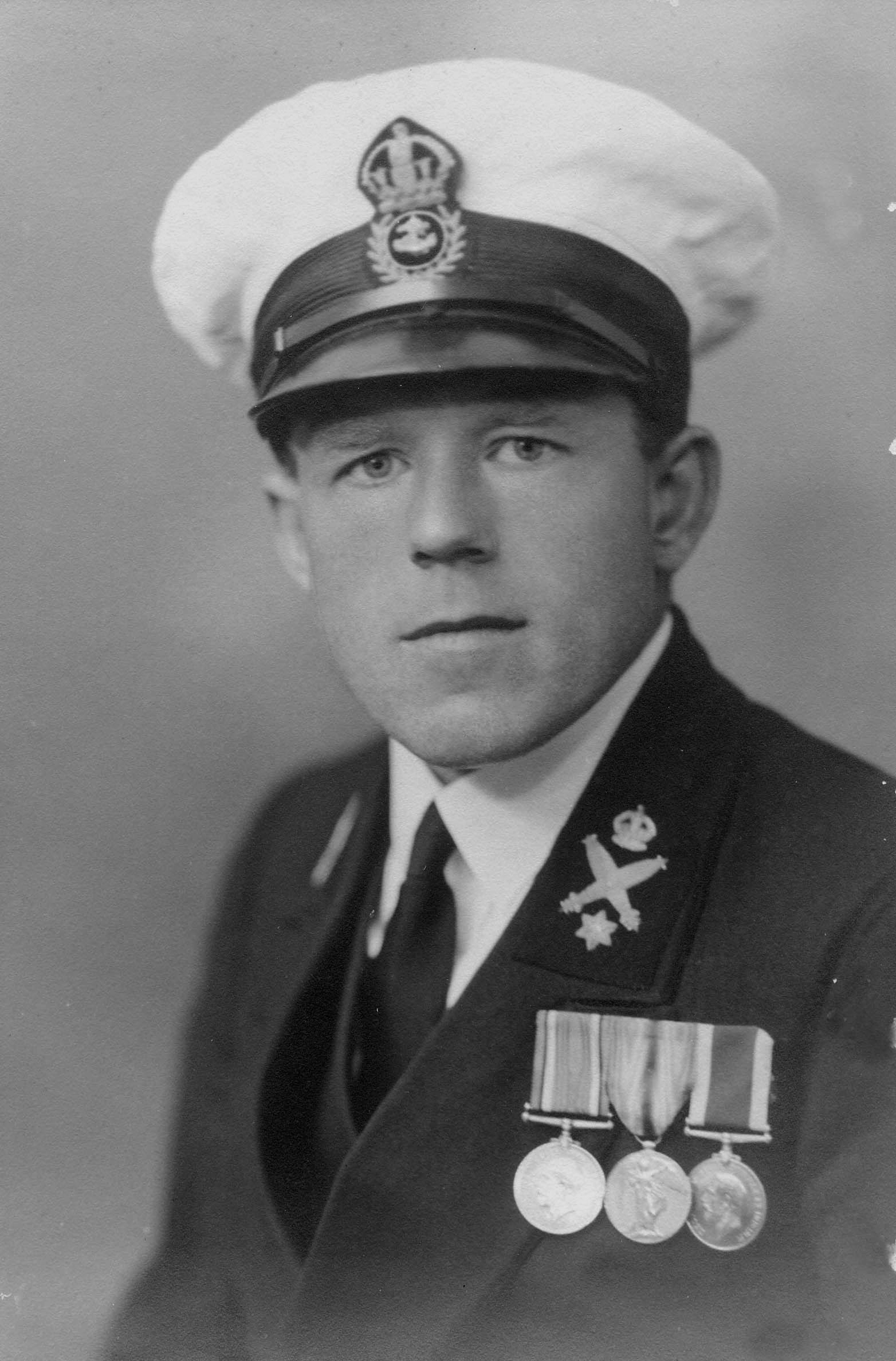
Claude Choules
5 mei

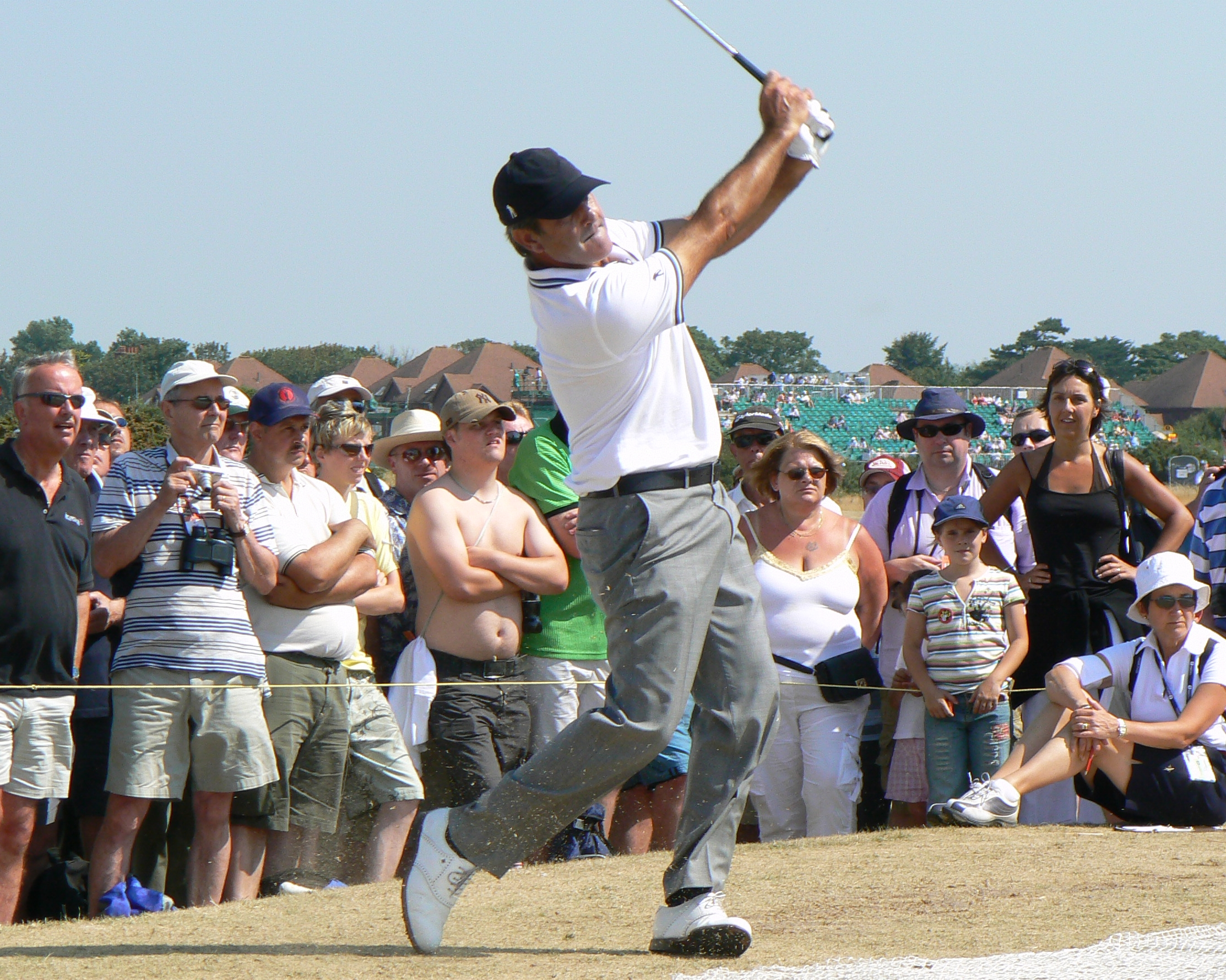
Severiano Ballesteros
7 mei

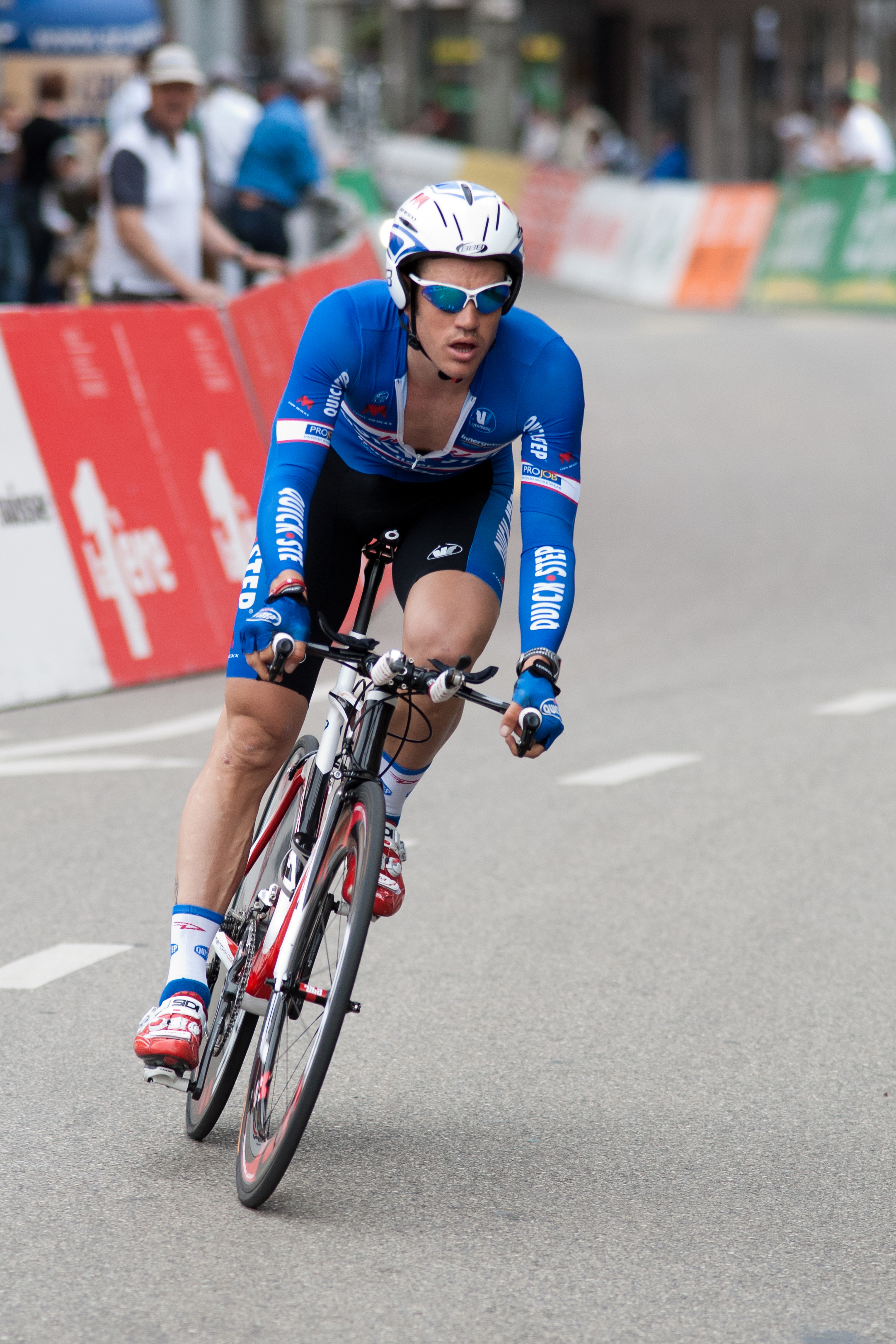
Wouter Weylandt
9 mei

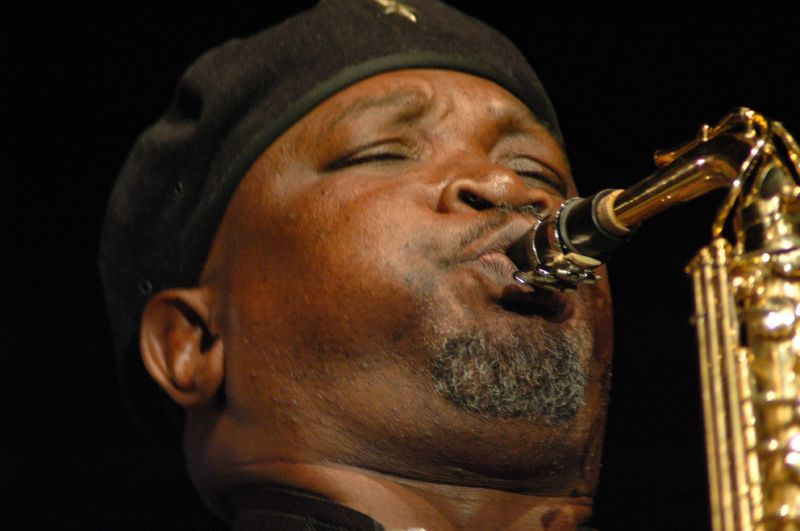
Zim Ngqawana
10 mei

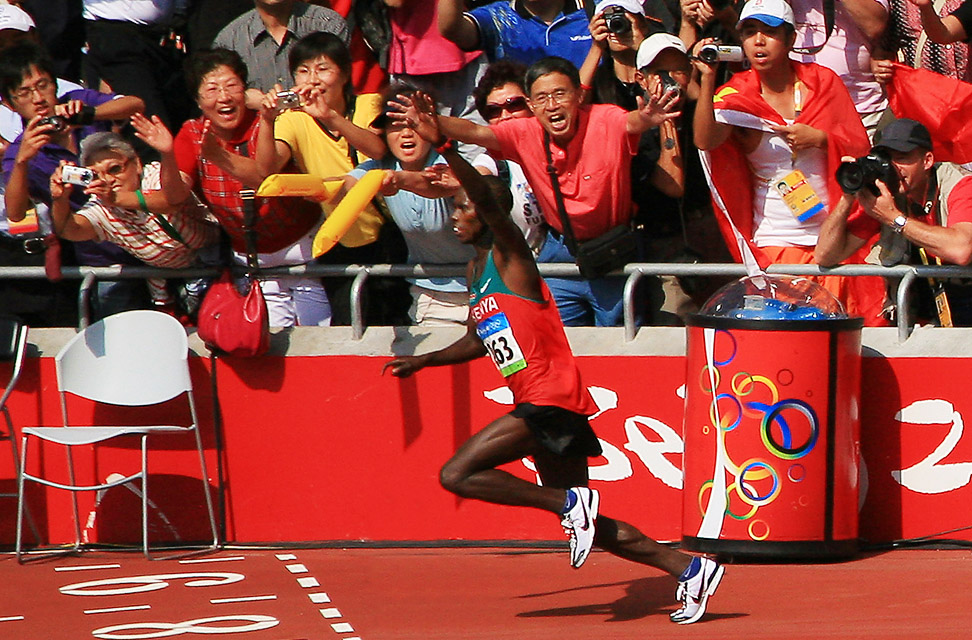
Samuel Wanjiru
15 mei

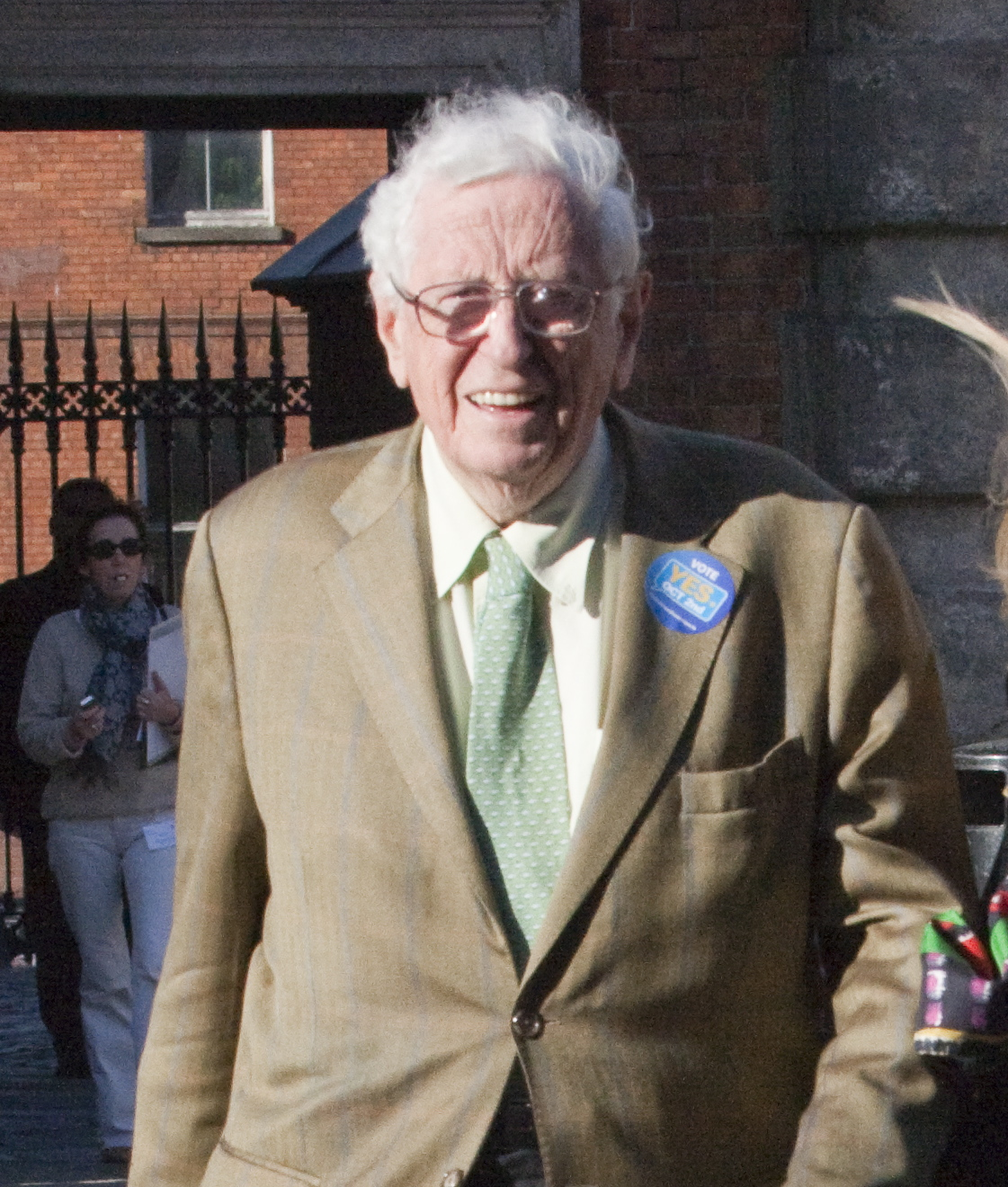
Garret FitzGerald
19 mei

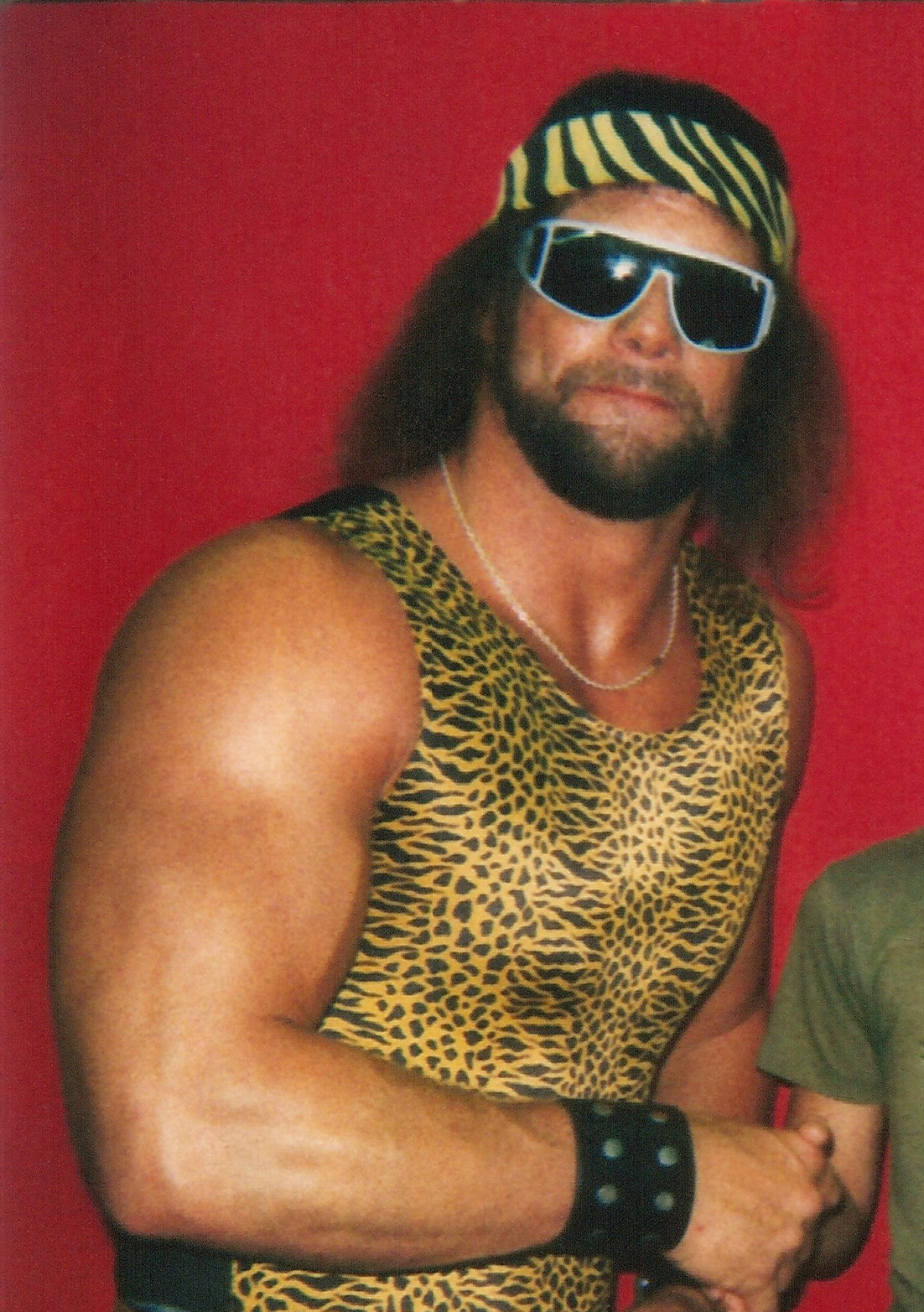
Randy Savage
20 mei

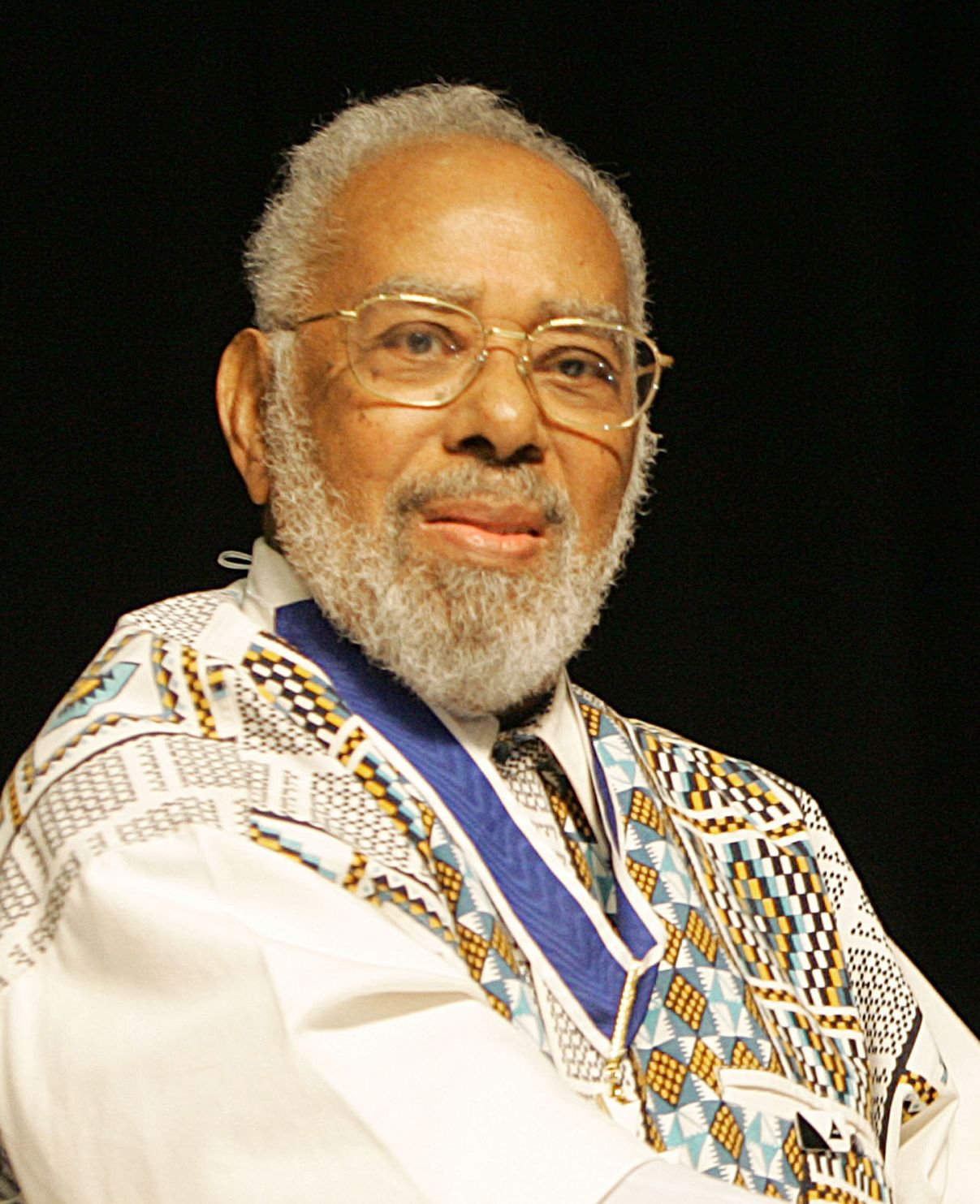
Abdias do Nascimento
24 mei

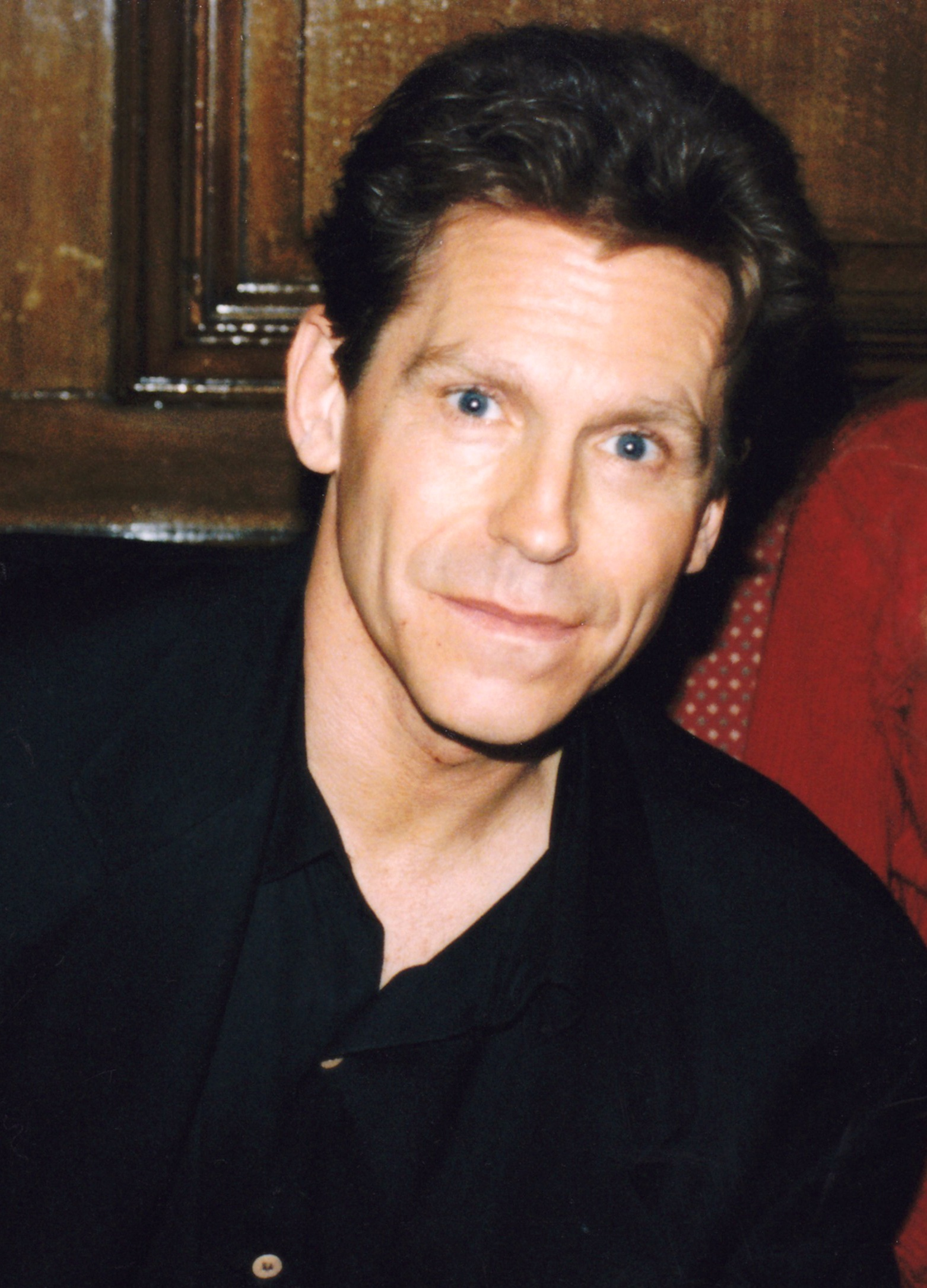
Jeff Conaway
27 mei

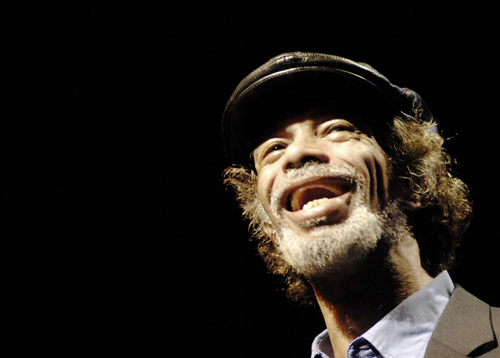
Gil Scott-Heron
27 mei

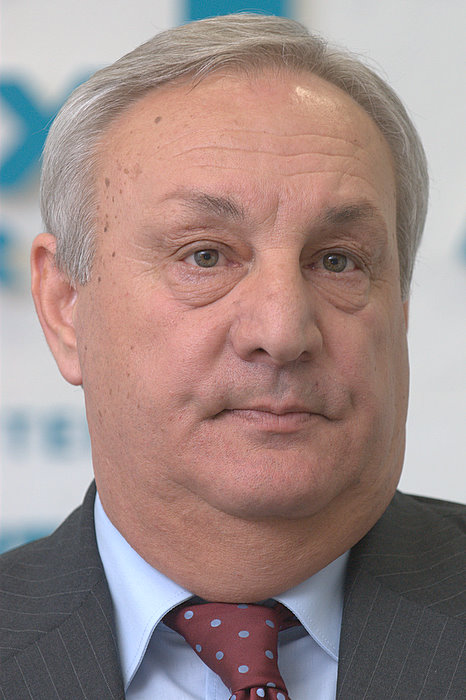
Sergej Bagapsj
29 mei

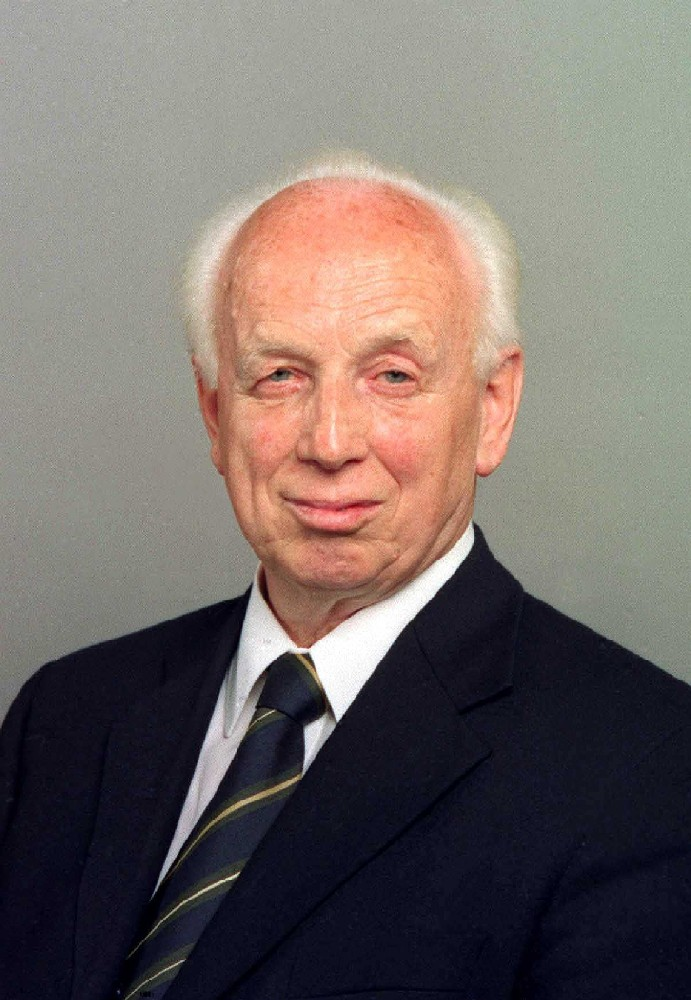
Ferenc Mádl
29 mei

| 1 | 2 | 3 | 4 | 5 | 6 | 7 | 8 | 9 | 10 | 11 | 12 | 13 | 14 | 15 | 16 | 17 | 18 | 19 | 20 | 21 | 22 | 23 | 24 | 25 | 26 | 27 | 28 | 29 | 30 | 31 |
| - | - | - | - | - | - | - | - | - | -- | -- | -- | -- | -- | -- | -- | -- | -- | -- | -- | -- | -- | -- | -- | -- | -- | -- | -- | -- | -- | -- |

### 1 mei
- Henry Cooper (76), Brits bokser[1]
- Agustín Garcia-Gasco Vicente (80), Spaans kardinaal[2]
- Ted Lowe (90), Brits snookercommentator[3]
- Floor Schreuders (78), Nederlands korfbaltrainer[4]
- Reynaldo Uy (59), Filipijns politicus[5]

### 2 mei
- Leonid Abalkin (80), Russisch econoom[6]
- Robert Clower (85), Amerikaans econoom[7]
- Danny Kassap (28), Canadees atleet[8]
- Osama bin Laden (54), Saoedi-Arabisch terrorist en leider van Al Qaida[9]
- Eddie Lewis (76), Engels voetballer[10]
- Vaclav Sochor (71), Nederlands-Tsjechisch ijshockeydoelman en -coach[11]
- Jacques Wagtmans (66), Nederlands gitarist o.a. Corry en de Rekels[12]

### 3 mei
- Karl-Günther Bechem (89), Duits autocoureur[13]
- Robert Brout (82), Belgisch natuurkundige[14]
- Jackie Cooper (88), Amerikaans acteur en regisseur[15]
- Frie Knepflé (98), Nederlands journalist en hoofdredacteur[16]
- Patrick Roy (53), Frans politicus[17]
- Thanasis Veggos (83), Grieks acteur en regisseur[18]
- Yvette Vickers (82), Amerikaans actrice en Playboy-playmate[19] (dood aangetroffen op deze datum)

### 4 mei
- Frans Afman (77), Nederlands topbankier en filmfinancier[20]
- Frans de Kok (87), Nederlands dirigent[21]
- Mary Murphy (80), Amerikaans actrice[22]
- Koen Raes (57), Belgisch ethicus, filosoof, hoogleraar en politicus[23]
- Sada Thompson (83), Amerikaans actrice[24]

### 5 mei
- Claude Choules (110), laatste Britse oorlogsveteraan die meevocht in de Eerste Wereldoorlog[25]
- Alexander Haagen (91), Amerikaans winkelcentrumontwikkelaar[26]
- Arthur Laurents (93), Amerikaans tekst- en scenarioschrijver[27]
- Dana Wynter (79), Amerikaans actrice[28]

### 6 mei
- Ingeborg Hecht (90), Duits schrijfster[29]

### 7 mei
- Severiano Ballesteros (54), Spaans golfkampioen[30]
- Willard Boyle (86), Canadees natuurkundige en Nobelprijswinnaar[31]
- Hedwig De Koker (56), Belgisch politicus[32]
- Shin Kyung-moo (55), Koreaans cartoonist[33]
- Gunter Sachs (78), Duits zakenman, fotograaf en playboy[34]
- Saih bin Sakam (88), laatste overlevende van het bloedbad in Rawagedeh[35]
- John Walker (67), Amerikaans zanger, gitarist en componist[36]

### 8 mei
- Li Desheng (95), Chinees generaal[37]
- Lionel Rose (62), Australisch bokser[38]

### 9 mei
- David Cairns (44), Schots politicus[39]
- Dolores Fuller (88), Amerikaans actrice[40]
- Lidia Gueiler Tejada (89), voormalig presidente van Bolivia[41]
- Lia Lee (88), Belgisch actrice en zangeres[42]
- Shailendra Kumar Upadhyaya (82), Nepalees politicus[43]
- Wouter Weylandt (26), Belgisch wielrenner[44]

### 10 mei
- Mia Amber Davis (36), Amerikaans actrice en grote-maten-model[45]
- Bill Gallo (88), Amerikaans cartoonist[46]
- Patrick Galvin (83), Iers schrijver, dichter en zanger[47]
- Zim Ngqawana (51), Zuid-Afrikaans jazzmusicus[48]
- Suleiman-Marim Wright (62), Amerikaans jazzmuzikant[49]
- Snooky Young (92), Amerikaans trompettist[50]

### 11 mei
- Clark Accord (50), Surinaams schrijver en publicist[51]
- Maurice Craig (91), Iers architect, schrijver, dichter, historicus[52]
- Robert Traylor (34), Amerikaans basketbalspeler[53]

### 12 mei
- Helmut Bracht (81), Duits voetballer[54]
- Jan Brunnekreef (75), Nederlands biljartkampioen en ondernemer[55]
- Lloyd Knibb (80), Jamaicaans drummer[56]
- Miyu Uehara (24), Japans fotomodel[57]

### 13 mei
- Derek Boogaard (28), Canadees ijshockeyspeler[58]
- Bernard Greenhouse (95), Amerikaans cellist[59]
- Wallace McCain (81), Canadees ondernemer[60]

### 14 mei
- Michael Onslow (73), Engels edelman en politicus[61]
- Ernie Walker (82), Schots voetbalbestuurder[62]

### 15 mei
- Maico Buncio (22), Filipijns motorracer[63]
- Bob Flanigan (84), Amerikaans jazzmuzikant[64]
- Pete Lovely (85), Amerikaans autocoureur[65]
- Samuel Wanjiru (24), Keniaans atleet[66]

### 16 mei
- Edward Hardwicke (78), Brits acteur[67]

### 17 mei
- Sean Dunphy (73), Iers zanger[68]
- Joseph Galibardy (96), Indiaas hockeyer[69]
- Christa Jonker-Jordaan (54), Zuid-Afrikaans schrijfster[70]
- Harmon Killebrew (74), Amerikaans honkballer[71]

### 18 mei
- Leonard Kastle (82), Amerikaans pianist, filmmaker en (film)componist[72]
- Frank Upton (76), Engels voetballer[73]
- Dick Wimmer (74), Amerikaans schrijver[74]

### 19 mei
- Garret FitzGerald (85), Iers politicus[75]
- Kathy Kirby (72), Brits zangeres[76]
- Vladimir Ryzjkin (80), Russisch voetballer[77]

### 20 mei
- Eduard Janota (59), Tsjechisch econoom en voormalig minister van Financiën[78]
- Randy Savage (58), Amerikaans worstelaar[79]

### 21 mei
- Ricet Barrier (79), Frans zanger[80]
- Paul Gillon (85), Frans stripauteur[81]
- Bill Hunter (71), Australisch acteur[82]

### 22 mei
- Joseph Brooks (73), Amerikaans songwriter, componist en producer[83]
- Jan Derksen (92), Nederlands baanwielrenner[84]
- Roger Eerebout (70), Belgisch burgemeester[85]
- Ronald Naar (56), Nederlands bergbeklimmer/alpinist, avonturier en schrijver[86]
- Breon O'Casey (83), Brits schilder, etser en beeldhouwer[87]

### 23 mei
- Dietfried Bernet (71), Oostenrijks orkestleider[88]
- Sam Faust (26), Australisch rugbyspeler[89]
- Nasser Hejazi (61), Iraans voetballer[90]
- Alejandro Roces (86), Filipijns schrijver en voormalig minister van Onderwijs[91]
- Fritz Schediwy (68), Duits acteur[92]
- Xavier Tondó (32), Spaans wielrenner[93]

### 24 mei
- Fulvio Cerofolini (82), Italiaans politicus[94]
- Huguette Clark (104), Amerikaans multimiljonair en kunstschilderes[95]
- Giovanni Giudici (86), Italiaans dichter en journalist[96]
- Henny Moddejonge (84), Nederlands voetballer[97]
- Abdias do Nascimento (97), Braziliaans politicus[98]
- Henny Thijssing-Boer (78), Nederlands schrijfster[99]

### 25 mei
- Leonora Carrington (94), Brits kunstenares[100]
- Edwin Honig (91), Amerikaans dichter en vertaler[101]
- Miroslav Opsenica (29), Servisch voetballer[102]
- Rian de Waal (53), Nederlands pianist[103]
- Hans Wijnberg (88), Nederlands chemicus[104]

### 26 mei
- Anna Jordaan (84), Zuid-Afrikaans schrijfster[105]
- Tyler Simpson (25), Australisch voetballer[106]

### 27 mei
- Janet Brown (86), Brits actrice[107]
- Jeff Conaway (60), Amerikaans acteur[108]
- Koos Duppen (58), Nederlands bestuurder van de Rijksuniversiteit Groningen[109]
- Malgorzata Dydek (37), Pools basketbalspeelster en de langste vrouw van Europa[110]
- Regalado Maambong (72), Filipijns politicus en rechter[111]
- Gil Scott-Heron (62), Amerikaans dichter, muzikant en schrijver[112]
- Jukka Toivola (61), Fins atleet[113]

### 28 mei
- Karl Richard Benedik ("Rik") (47), Oostenrijks muzikant en songwriter[114]
- Francine Graton (79), Frans stripauteur[115]
- Romuald Klim (78), Wit-Russisch kogelslingeraar[116]
- Mon Laenen (86), Belgisch burgemeester[117]
- Paul Vandenbussche (89), Belgisch voormalig administrateur-generaal van de BRT[118][119]

### 29 mei
- Sergej Bagapsj (62), president van Abchazië[120]
- Simon Brint (61), Brits componist en muzikant[121]
- Bill Clements (94), Amerikaans politicus en oud-gouverneur van Texas[122]
- Ferenc Mádl (80), voormalig president van Hongarije[123]
- Bill Roycroft (96), Australisch ruiter[124]

### 30 mei
- Ricky Bruch (64), Zweeds atleet en acteur[125]
- Henri Chammartin (92), Zwitsers ruiter[126]
- Chung Jung-kwan (30), Zuid-Koreaans voetballer[127]
- Joceline Clemencia (58), Curaçaos taalactiviste, schrijfster, feministe en onafhankelijkheidsactiviste[128]
- Newton Martins (75), Braziliaans acteur[129]
- Eddie Morrison (63), Schots voetballer[130]
- Rosalyn Sussman Yalow (89), Amerikaans natuurkundige[131]
- Clarice Taylor (93), Amerikaans actrice[132]

### 31 mei
- Pauline Betz (91), Amerikaans tennisspeelster[133]
- Conrado Estrella (93), Filipijns politicus[134]
- Hans Keilson (101), Duits-Nederlands schrijver, arts en psychiater[135]
- Ezatollah Sahabi (81), Iraans politicus[136]

1900 ·
1901 ·
1902 ·
1903 ·
1904 ·
1905 ·
1906 ·
1907 ·
1908 ·
1909 ·
1910 ·
1911 ·
1912 ·
1913 ·
1914 ·
1915 ·
1916 ·
1917 ·
1918 ·
1919 ·
1920 ·
1921 ·
1922 ·
1923 ·
1924 ·
1925 ·
1926 ·
1927 ·
1928 ·
1929 ·
1930 ·
1931 ·
1932 ·
1933 ·
1934 ·
1935 ·
1936 ·
1937 ·
1938 ·
1939 ·
1940 ·
1941 ·
1942 ·
1943 ·
1944 ·
1945 ·
1946 ·
1947 ·
1948 ·
1949 ·
1950 ·
1951 ·
1952 ·
1953 ·
1954 ·
1955 ·
1956 ·
1957 ·
1958 ·
1959 ·
1960 ·
1961 ·
1962 ·
1963 ·
1964 ·
1965 ·
1966 ·
1967 ·
1968 ·
1969 ·
1970 ·
1971 ·
1972 ·
1973 ·
1974 ·
1975 ·
1976 ·
1977 ·
1978 ·
1979 ·
1980 ·
1981 ·
1982 ·
1983 ·
1984 ·
1985 ·
1986 ·
1987 ·
1988 ·
1989 ·
1990 ·
1991 ·
1992 ·
1993 ·
1994 ·
1995 ·
1996 ·
1997 ·
1998 ·
1999 ·
2000 ·
2001 ·
2002 ·
2003 ·
2004 ·
2005 ·
2006 ·
2007 ·
2008 ·
2009 ·
2010 ·
2011 ·
2012 ·
2013 ·
2014 ·
2015 ·
2016 ·
2017 ·
2018 ·
2019 ·
2020 ·
2021 ·
2022 ·
2023 ·
2024 ·
2025